# Ядерное горение дейтерия
Ядерное горение дейтерия — реакции термоядерного синтеза, которые происходят в звёздах и некоторых субзвёздных объектах. В этих реакциях принимают участие ядра дейтерия: наиболее распространено слияние с протоном, при котором образуется ядро гелия-3.
Эти реакции могут идти как часть протон-протонного цикла, в котором ядро дейтерия сначала образуется из двух протонов, а могут проходить самостоятельно, с использованием уже существующих запасов дейтерия.

## Впротозвёздах
Термоядерные реакции с участием дейтерия — одни из наименее требовательных к температуре (ниже только реакция дейтерия с тритием, но из-за слишком короткого периода полураспада тритий не встречается в природе), и могут идти уже при температуре в 106 K. Как следствие, в протозвёздах первой реакцией термоядерного синтеза становится «горение» дейтерия.
При этом, темп этих реакций довольно сильно зависит от температуры, пропорционально T11,8. Если случится изменение других параметров, от которых зависит темп реакций, то для сохранения равновесия понадобится очень маленькое изменение температуры. Таким образом, температура в звезде поддерживается примерно на одном уровне, и горение водорода, для начала которого нужна температура порядка 107 K, начинается только после того, как в ядро звезды перестаёт поступать дейтерий.
Дейтерий аккрецирует на протозвезду из околозвёздного пространства, а в ядро попадает из-за того, что протозвезды конвективны до определённого момента времени. Лишь когда конвекция прекращается, заканчивается и горение дейтерия, ядро звезды сжимается и нагревается, пока в нём не загорится водород. Стадия горения дейтерия длится всего несколько миллионов лет.

## В субзвёздных объектах
Если масса объекта меньше 80 MJ, но больше 13 MJ, то горение водорода в нём не начнётся, но будет идти горение дейтерия. Такие объекты называются коричневыми карликами, и они могут светить до ста миллионов лет, в зависимости от массы, пока их запас дейтерия не закончится.

## В планетах
В объектах с твёрдым ядром, то есть, образовавшихся как планеты, тоже возможно горение дейтерия. Их масса, как и для коричневых карликов, также должна превышать 13 MJ, и в таком случае горение дейтерия будет происходить возле твёрдого ядра.

## Другие варианты реакций
Хотя в горении дейтерия основную роль играет именно слияние дейтерия с протоном и образование гелия-3, возможно несколько различных реакций:
- {\displaystyle {^{2}_{1}{\text{D}}}+p\rightarrow {^{3}_{2}{\text{He}}}+\gamma }
- {\displaystyle {^{2}_{1}{\text{D}}}+{^{2}_{1}{\text{D}}}\rightarrow {^{4}_{2}{\text{He}}}+\gamma }
- {\displaystyle {^{2}_{1}{\text{D}}}+{^{2}_{1}{\text{D}}}\rightarrow {^{3}_{1}{\text{T}}}+{^{1}_{1}p}+\gamma }
- {\displaystyle {^{2}_{1}{\text{D}}}+{^{2}_{1}{\text{D}}}\rightarrow {^{3}_{2}{\text{He}}}+{^{1}_{0}n}+\gamma }
- {\displaystyle {^{2}_{1}{\text{D}}}+{^{3}_{2}{\text{He}}}\rightarrow {^{4}_{2}{\text{He}}}+{^{1}_{1}p}+\gamma }
- {\displaystyle {^{2}_{1}{\text{D}}}+{^{3}_{2}{\text{He}}}\rightarrow {^{5}_{3}{\text{Li}}}+\gamma }
- {\displaystyle {^{2}_{1}{\text{D}}}+{^{4}_{2}{\text{He}}}\rightarrow {^{6}_{3}{\text{Li}}}+\gamma }